# Memória processual
Memória processual é um tipo de memória implícita (memória inconsciente) e também é um dos tipos de memória de longo prazo. Esta memória auxilia na performance de atividades cotidianas como andar pelas ruas, amarrar os sapatos e trancar a porta ao sair de casa sem que seja necessário tomar consciência enquanto realiza a atividade.
A memória processual nos guia ao executar processos que em grande parte das vezes ocorre com baixos níveis de consciência. Quando necessárias, memórias processuais são automaticamente recuperadas e utilizadas para execução de processos integrados que podem envolver atividades cognitivas e habilidades motoras.